# Medalla de Ushakov
La  Medalla de Ushakov (del ruso: Медаль Ушакова) fue una medalla soviética, actualmente rusa, creada por Stalin e instituida por el Decreto de la Presidencia del Soviet Supremo de la URSS del 3 de marzo de 1944 (Gaceta del Soviet Supremo de la URSS n.15 de 1944), y los estatutos fueron modificados mediante los decretos del 26 de febrero y el 16 de diciembre de 1947. Su posición se confirmó por un nuevo reglamento el 28 de marzo de 1980.
Era otorgada a marineros, soldados, sargentos, suboficiales y alféreces de la Armada Soviética y de las divisiones de la Aviación Naval, de la Infantería de Marina y de las Tropas de Frontera por el coraje personal y valentía en el mar, en defensa de las fronteras y aguas soviéticas, así como por la ejecución de misiones militares que involucren navíos de guerra con riesgo de la propia vida.
Desde la modificación de sus reglamentos en 1980, también pudo concederse en tiempos de paz.
Cuelga del lado izquierdo del pecho y se sitúa después de la Medalla al Valor.

## Historia
La Medalla de Ushakov es el equivalente naval a la Medalla al Valor (como la Medalla de Najímov es equivalente a la Medalla por el Servicio de Combate) . Si bien estaba destinada a los marineros y suboficiales, también hubo oficiales que la recibieron, en reconocimiento a su valentía (si bien la propia para los oficiales sería la Orden de Ushakov).
El iniciador del proyecto para el establecimiento de la medalla fue el Comisario del Pueblo para la Marina de la URSS, almirante Nikolái Kuznetsov. Los autores del diseño fueron los pintores A. L. Diodorov y B. M. Homich.
Durante la Gran Guerra Patria, los comandantes de las flotas, flotillas, escuadras, fuerzas aéreas de la flota, sectores fortificados, comandantes de brigadas de los barcos y de infantería de marina también podían recibirla. Esta disposición fue anulada mediante el decreto del 26 de febrero de 1947.
Los primeros en recibirla fueron:
- De la Flota del Mar Negro: alférez de navío S. V. Gorojov, V. P. Stepanenko i starshiná de 1a clase V. I. Ishchevbunov (20 de abril de 1944)
- De la Flota del Norte: Starshiná de 2a clase N. V. Fadeyev (26 de mayo de 1944)
- De la Flota del Báltico: Marinero A. K. Afanasev y Starshiná de 1a N. V. Beljayev y E. A. Bishinski (26 de junio de 1944)

Mediante decreto de 17 de juliol de 1945 fue concedida a 5 miembros de la Marina de los Estados Unidos.
Aunque no se pudo otorgar en tiempos de paz hasta la modificación del reglamento de 1980, esta norma se rompió cuando fue concedida al capitán de 2ª Nikolái Shumkov en octubre de 1961, comandante del submaroino B-130, que lanzó el primer torpedo nuclear soviético.
Fueron varios los casos en que fue recibida dos veces y también en los que el sujeto recibió tanto la Ushakov como la Najímov.
Fue otorgada 16.080 veces.
Después de la disolución de la URSS en 1991, la medalla de Ushakov se conservó dentro del sistema de recompensas de Rusia, prácticamente sin variar en su aspecto.

## Diseño
La medalla está montada sobre un ancla que cuelga de la cadena del galón. Es una medalla de plata de 36 mm, con la imagen de Fiódor Ushakov, envuelta por la inscripción "Almirante Ushakov" (АДМИРАЛ УШАКОВ). En el medio de la inscripción hay una estrella de 5 puntas. En la parte inferior hay una corona de laureles.
En el reverso se puede ver el ancla donde está montada la medalla. 
Se cuelga de un galón pentagonal azul claro de 24 mm con una franja de 2 mm azul y otra blanca en cada extremo. De las puntas superiores del pentágono nace una cadena de barco de 50 mm en forma de “V”. De la cadena cuelga el ancla donde está montada la medalla.